# Ка Бјанкини I (Римини)
Ка Бјанкини I је насеље у Италији у округу Римини, региону Емилија-Ромања.
Према процени из 2011. у насељу је живело 26 становника. Насеље се налази на надморској висини од 21 м.